# Lamitan
Lamitan is een stad in de Filipijnse provincie Basilan op het gelijknamig eiland. Bij de laatste census in 2007 had de stad ruim 82 duizend inwoners.

## Geschiedenis
Op 15 maart 2007 werd de wet aangenomen die de gemeente Lamitan in een stad omvormde. Op 18 juni 2007 werd dit middels een volksraadpleging bekrachtigd. Deze omvorming tot stad werd twee jaar later, door een beslissing van het Filipijns hooggerechtshof op 21 mei 2009, als ongrondwettelijk bestempeld en weer ongedaan gemaakt. Eind 2009 kwam het hooggerechtshof echter weer terug op deze beslissing naar aanleiding van het ingediende bewaarschrift.

## Geografie

### Bestuurlijke indeling
Lamitan is onderverdeeld in de volgende 45 barangays:
| - Arco - Ba-as - Baimbing - Balagtasan - Balas - Balobo - Bato - Boheyakan - Buahan - Bohebessey - Boheibu - Bohenange - Bohesapa - Boheyawas - Baungos | - Bulanting - Bulingan - Cabobo - Campo Uno - Colonia - Calugusan - Danit-Puntocan - Kulay Bato - Limo-ok - Lebbuh - Lo-ok - Lumuton - Luksumbang - Maganda - Malakas | - Maligaya - Malinis - Malo-ong Canal - Malo-ong San José - Matatag - Matibay - Parangbasak - Sabong - Santa Clara - Sengal - Simbangon - Tandong Ahas - Tumakid - Ubit - Ulame |

## Demografie
Lamitan had bij de census van 2007 een inwoneraantal van 82.074 mensen. Dit zijn 23.365 mensen (39,8%) meer dan bij de vorige census van 2000. De gemiddelde jaarlijkse groei komt daarmee uit op 4,73%, hetgeen hoger is dan het landelijk jaarlijks gemiddelde over deze periode (2,04%). Vergeleken met de census van 1995 is het aantal mensen met 27.641 (50,8%) toegenomen.

De bevolkingsdichtheid van Lamitan was ten tijde van de laatste census, met 82.074 inwoners op 354,45 km², 231,6 mensen per km².
Akbar · Al-Barka · Hadji Mohammad Ajul · Hadji Muhtamad · Isabela · Lamitan · Lantawan · Maluso · Sumisip · Tipo-Tipo · Tuburan · Ungkaya Pukan